# 大熊座5
大熊座5，又名BD+62 1027，HD 75486、SAO 14691、HR 3505，是大熊座的一颗恒星，视星等为5.73，位于銀經153.83，銀緯37.93，其B1900.0坐标为赤經8h 45m 8.3s，赤緯+62° 37.93′ 11″。